# Krieau
Krieau – jedna ze stacji metra w Wiedniu na linii U2. Została otwarta 10 maja 2008. 
Znajduje się w 2. dzielnicy Wiednia, Leopoldstadt, na Vorgartenstraße, na wschód od terenów targowych oraz Trabrennbahn Krieau.